# Oconto Falls
Oconto Falls és una població dels Estats Units a l'estat de Wisconsin. Segons el cens del 2000 tenia 2.843 habitants.

## Demografia
Segons el cens del 2000, Oconto Falls tenia 2.843 habitants, 1.166 habitatges, i 719 famílies. La densitat de població era de 408,1 habitants per km².
Dels 1.166 habitatges en un 32,5% hi vivien nens de menys de 18 anys, en un 46,6% hi vivien parelles casades, en un 10,5% dones solteres, i en un 38,3% no eren unitats familiars. En el 32,6% dels habitatges hi vivien persones soles el 15,9% de les quals corresponia a persones de 65 anys o més que vivien soles. El nombre mitjà de persones vivint en cada habitatge era de 2,35 i el nombre mitjà de persones que vivien en cada família era de 2,97.
Per edats la població es repartia de la següent manera: un 26,4% tenia menys de 18 anys, un 6,7% entre 18 i 24, un 28,7% entre 25 i 44, un 19% de 45 a 60 i un 19,3% 65 anys o més.
L'edat mediana era de 37 anys. Per cada 100 dones de 18 o més anys hi havia 85,1 homes.
La renda mediana per habitatge era de 34.884 $ i la renda mediana per família de 41.107 $. Els homes tenien una renda mediana de 32.386 $ mentre que les dones 22.616 $. La renda per capita de la població era de 17.170 $. Aproximadament el 5,9% de les famílies i el 9,5% de la població estaven per davall del llindar de pobresa.

## Poblacions més properes
El següent diagrama mostra les poblacions més properes.